# 史密森尼美國藝術博物館
史密森尼美國藝術博物館（英語：Smithsonian American Art Museum）是一個位於美國華盛頓特區的博物館，屬於史密森學會，展出各種美國藝術品。

## 藏品
在史密森尼美國藝術博物館展出作品的著名藝術家有詹尼·霍澤爾、大衛·霍克尼、喬治亞·歐姬芙、約翰·辛格·沙金、阿爾伯特·平卡姆·瑞德、 托馬斯·莫蘭、詹姆斯·吉爾、愛德華·霍普以及溫斯洛·荷馬等。

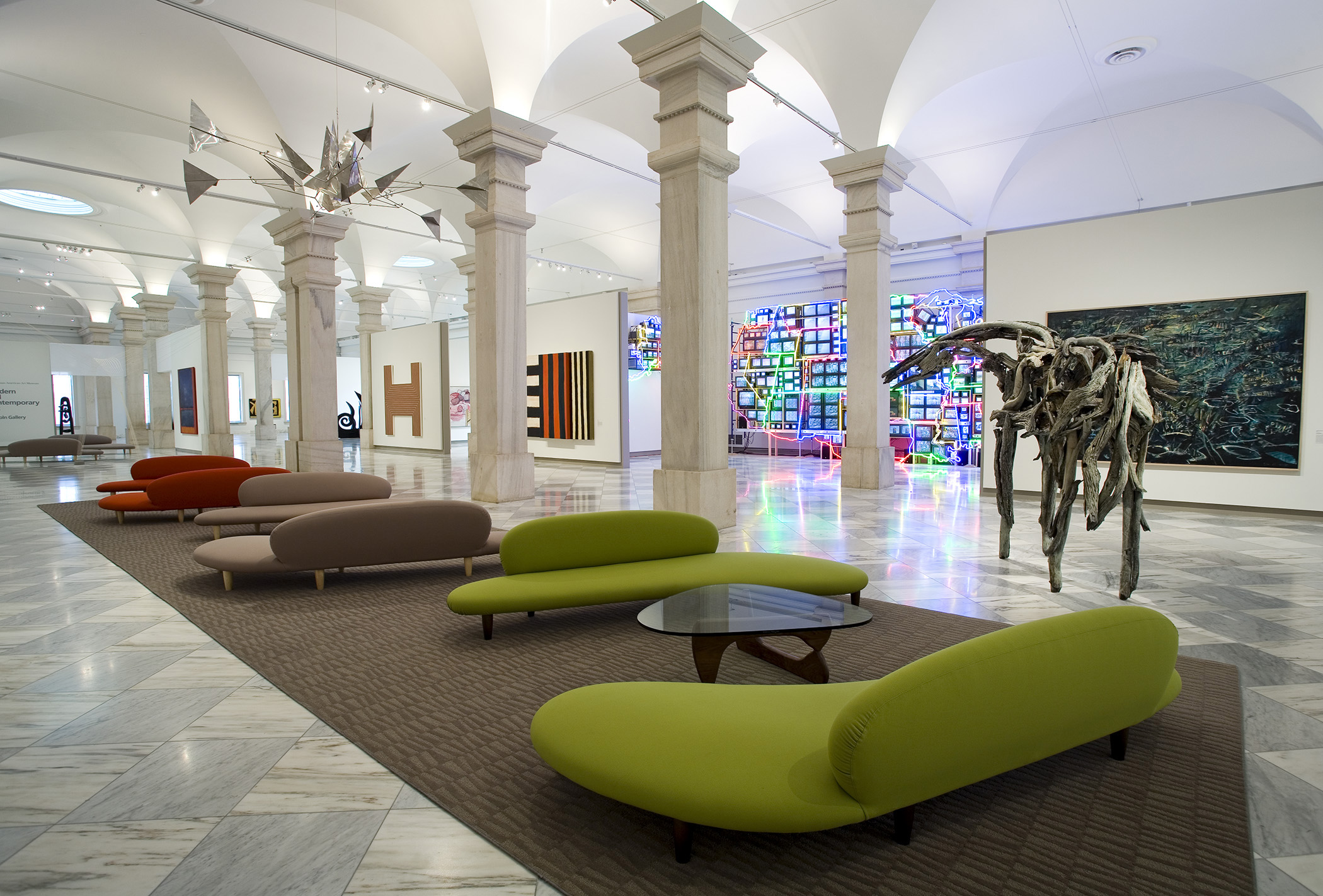
史密森尼美國藝術博物館的林肯美術館

1968年當史密森學會翻新舊專利局大樓時，史密森尼美國藝術博物館在現址對公眾開放。史密森尼美國藝術博物館曾用過很多名字，諸如史密森尼藝術收藏館（Smithsonian Art Collection）、國家藝術美術館（National Gallery of Art）、國家精細工藝收藏館（National Collection of Fine Arts）以及美國藝術博物館（National Museum of American Art），2000年10月該博物館採用現名。
史密森尼美國藝術博物館與美國國家肖像館——另一史密森學會博物館共享一些建築，二者合稱唐納德·W·雷諾茲美國藝術與肖像中心。

## 倫威克美術館

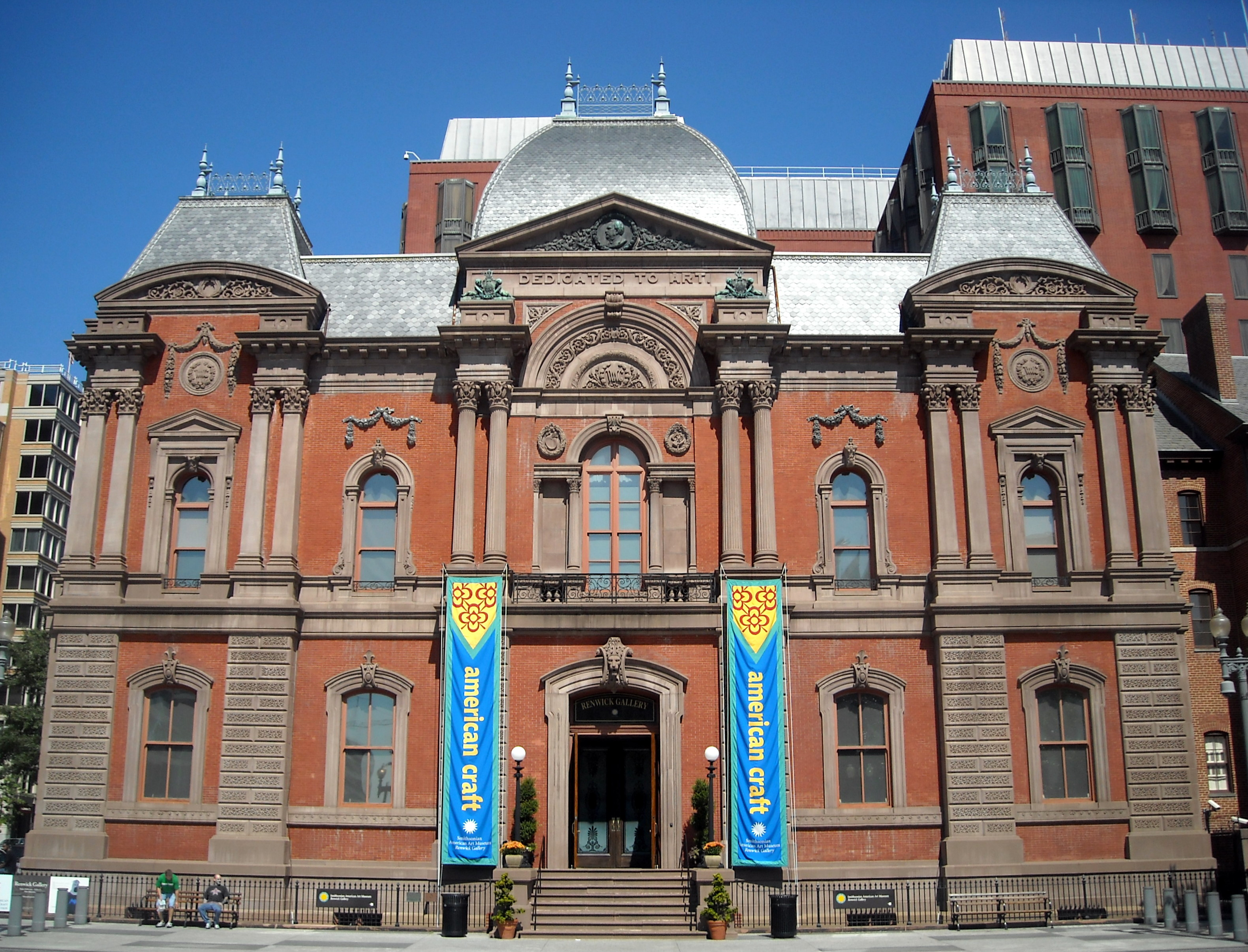
坐落於賓夕法尼亞大道上的伦威克美术馆

倫威克美術館也是受史密森尼美國藝術博物館贊助的，它是一座較小的古建築，位於賓夕法尼亞大道，靠近白宮。建築中原本陳列的是科科倫藝術館的藏品。
建築的設計者是小詹姆斯·倫威克，建築風格是第二帝國式建築，1971年被指定為國家歷史地標。

## 展覽會
- 錄像遊戲的藝術
- 大美國奇跡廳
- 西方美國藝術展

## 外部連結
- 史密森尼美國藝術博物館展（页面存档备份，存于）
- 盧斯基金會中心 （页面存档备份，存于）
- 盧德爾保護中心 （页面存档备份，存于）
- “史密森尼美國藝術博物館展” （页面存档备份，存于），Lee Rosenbaum，“華爾街日報”，2006年8月29日